# Winter Hymn Country Hymn Secret Hymn
Winter Hymn Country Hymn Secret Hymn es el cuarto álbum de la banda canadiense Do Make Say Think y fue lanzado el 6 de octubre de 2003 por la discográfica Constellation Records.

## Lista de canciones
| N.º   | Título                    | Duración |  |
| 1.    | «Fredericia»              | 9:37     |  |
| 2.    | «War on Want»             | 1:55     |  |
| 3.    | «Auberge le mouton noir»  | 7:04     |  |
| 4.    | «Outer Inner & Secret»    | 10:13    |  |
| 5.    | «107 Reasons Why»         | 3:01     |  |
| 6.    | «Ontario Plates»          | 7:02     |  |
| 7.    | «Horns of a Rabbit»       | 4:01     |  |
| 8.    | «It's Gonna Rain»         | 2:09     |  |
| 9.    | «Hooray! Hooray! Hooray!» | 6:57     |  |
| 52:02 |                           |          |  |

Las pistas "Outer Inner & Secret", "Horns of a Rabbit", "Frederica" y "Ontario Plates" fueron grabadas en enero de 2003 en el Rockwood 2 Farmhouse en Rockwood Ontario. "Auberge le Mouton Noir" fue grabada en marzo de 2003 en The Black Sheep Inn. "It's Gonna Rain" fue grabada en Wakefield QC. "Hooray! Hooray! Hooray!", "107 Reasons Why" y "War on Want" fueron grabados entre marzo y mayo de 2003 en th' Schvitz en Toronto, Ontario.

## Intérpretes

### Do Make Say Think
- Ohad Benchetrit – guitarra eléctrica, bajo, saxofón, flauta
- David Mitchell – batería
- James Payment – batería
- Justin Small – guitarra eléctrica, bajo, teclados
- Charles Spearin – guitarra eléctrica, bajo, trompeta

### Invitados
- Brian Cram - cuernos
- Mr. Jay Baird - cuernos